# Ambelania zschokkeiformis
Ambelania zschokkeiformis é uma espécie de planta do gênero Ambelania.  

## Taxonomia
A espécie foi descrita em 1935 por Friedrich Markgraf. 